# Oncospermatinae
Sous-tribu
Genres de rang inférieur
- Oncosperma Blume
- Deckenia H.Wendl. ex Seem.
- Acanthophoenix H.Wendl
- Tectiphiala H.E.Moore

Oncospermatinae est une sous-tribu de plantes à fleurs appartenant à la sous-famille des Arecoideae au sein de la famille des palmiers (Arecaceae). 

## Classification
- Sous-famille des Arecoideae
  - Tribu des Areceae
    - Sous-tribu des Oncospermatinae  [1],[2]

Cette sous-tribu de 4 genres originaire soit du Sri-Lanka aux Philippines pour Oncosperma , ou, pour les autres,  dans l’Océan Indien, coté ouest, entre Seychelles et Mascareignes. 

### Genres
- Oncosperma 		5 espèces		d'origine du Sri Lanka aux Philippines.
- Deckenia  		1 espèce		endémique des Seychelles.
- Acanthophoenix  	3 espèces		endémiques des Mascareignes
- Tectiphiala   	1 espèce		endémique des Mascareignes.

### Galerie

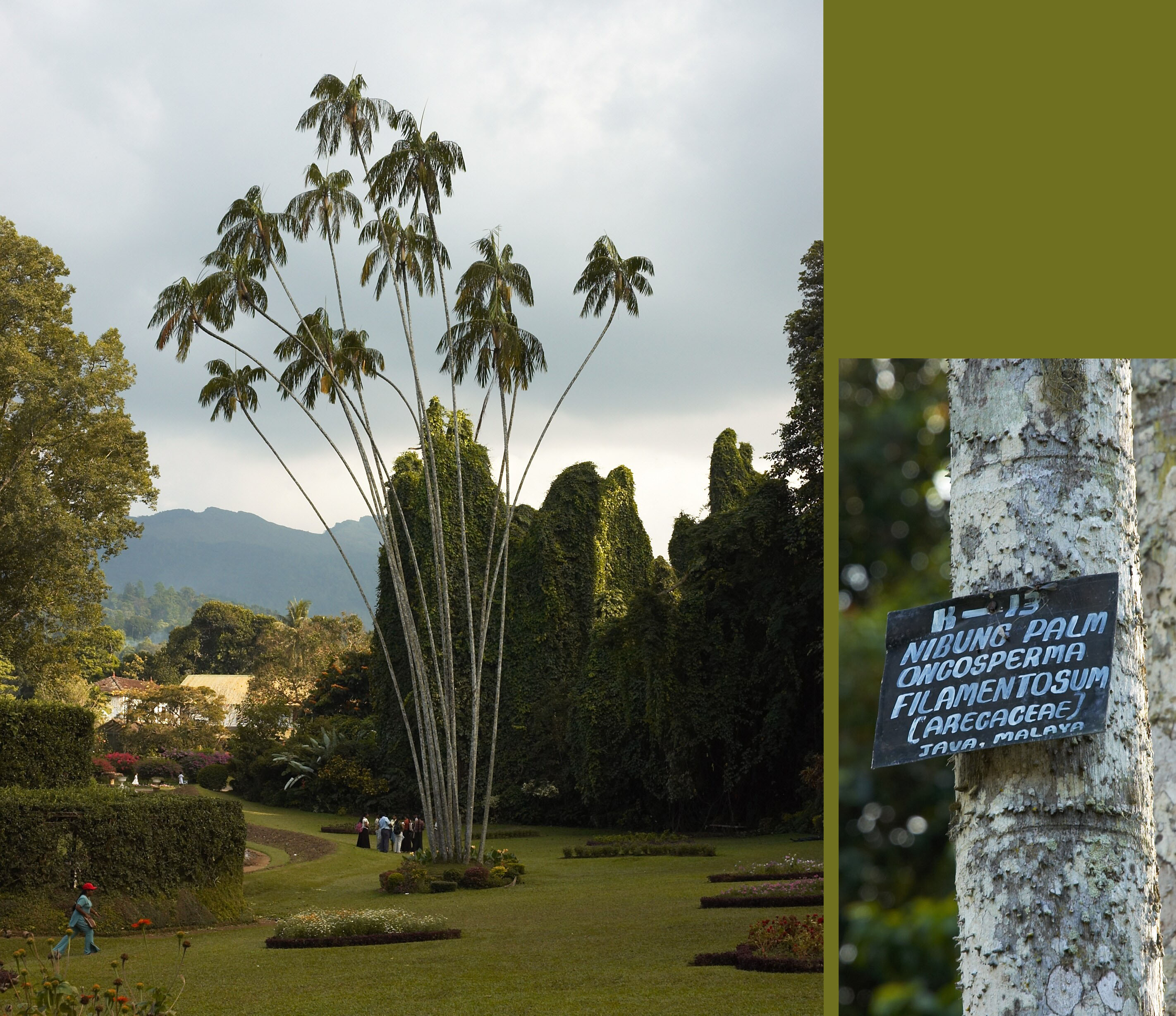
Oncosperma tigillarium
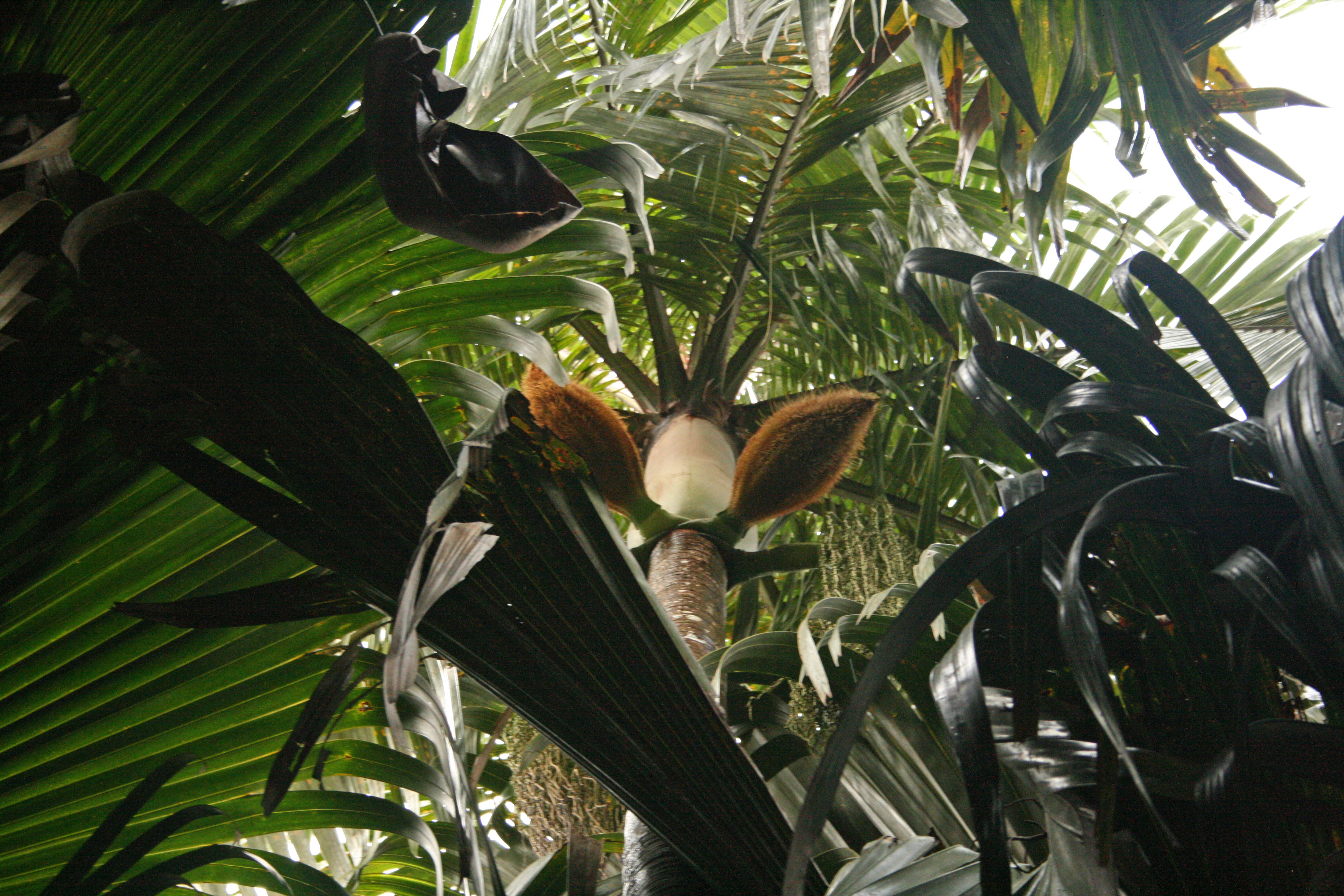
Deckenia nobilis
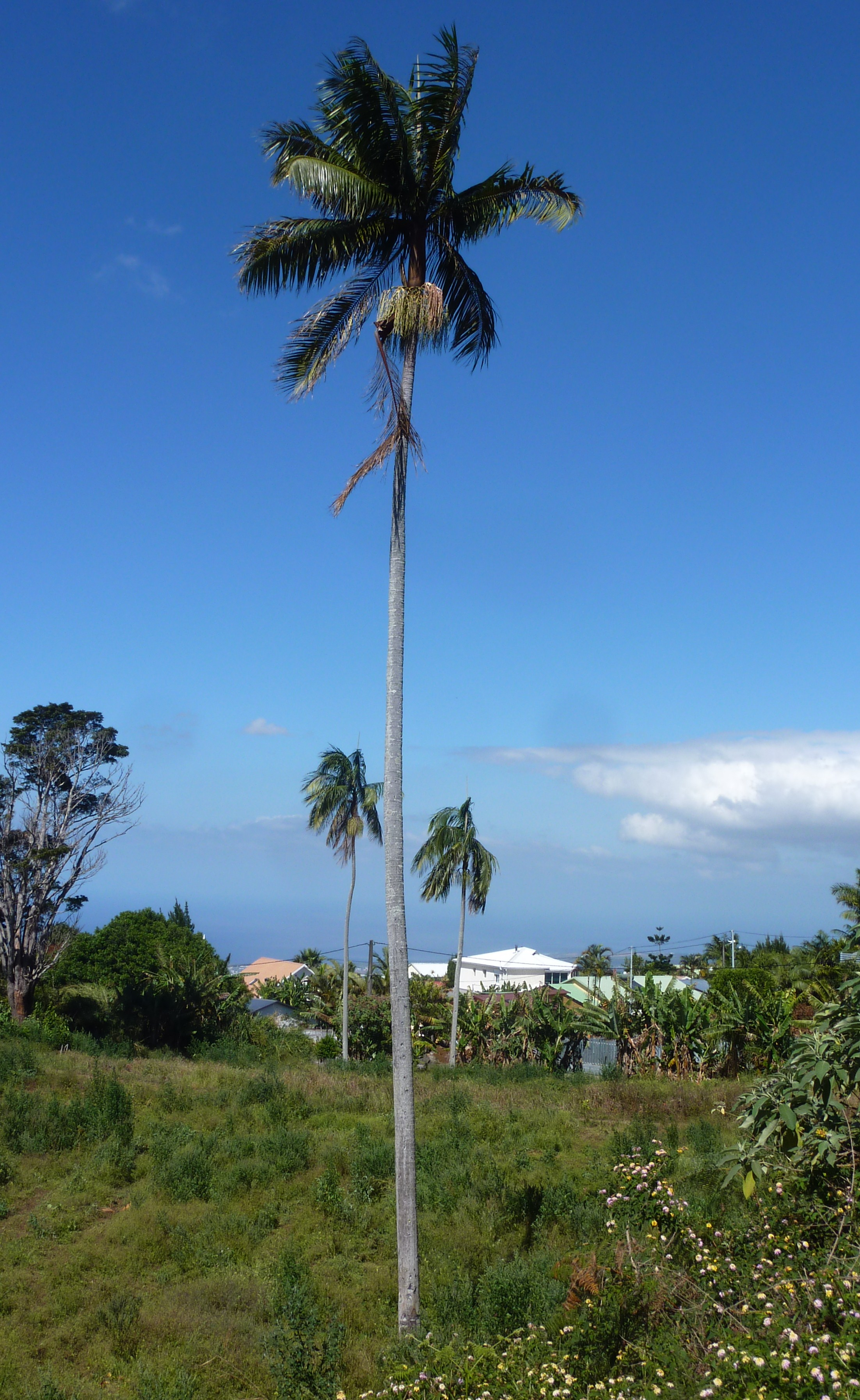
Acanthophoenix rousselii